# Робот-пилосос
Робот-пилосос (рідше робот-пилосмок, робот-пилотяг) — пилосос, оснащений штучним інтелектом та призначений для автоматичного прибирання приміщень. Належить до класу побутових роботів та інтелектуальної побутової техніки для розумного будинку.
Робот-пилотяг може здійснювати прибирання за визначеним сценарієм або за командою користувача. Під час прибирання робот самостійно рухається по визначеній поверхні, прибираючи з неї сміття. Зустрівши на шляху перепону, робот приймає рішення про спосіб її подолання на основі спеціальних алгоритмів. По закінченні прибирання більшість роботів самостійно повертаються до зарядного пристрою.

## Опис

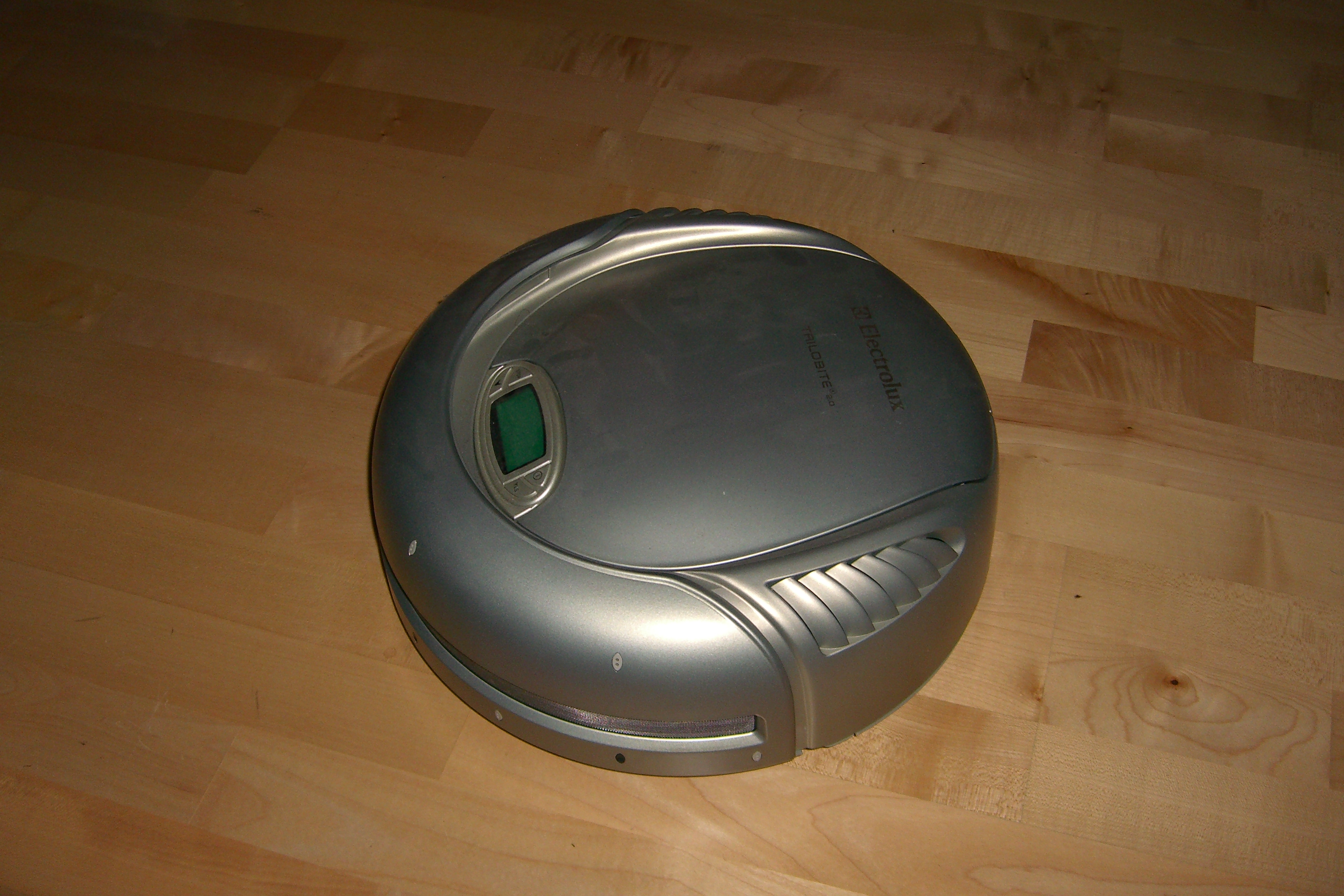
Робот-пилосос Electrolux Trilobite 2.0

З початку 2000-х років багато компаній розпочали виробництво «роботизованих порохотягів», такі як Electrolux Trilobite, Roomba, Robomaxx, Samsung Navibot, FloorBot та ін. Пристрій найчастіше являє собою диск діаметром 28-35 см і висотою 9-13 см. Переважно великий контактний сенсор встановлений в передній частині пристрою, з інфрачервоним датчиком по центру у верхній передній частині. Залежно від моделі, пристрої можуть бути оснащені інфрачервоними датчиками «віртуальна стіна». Перше і друге покоління моделей потребувало ручного вказування площі кімнати, у моделях третього покоління такої необхідності немає. Для роботи робот-порохотяг використовує внутрішні акумулятори, тому потребує регулярної підзарядки. Нові моделі мають можливість самостійно знайти зарядний пристрій, зв'язуючись з ним через інфрачервоний датчик. Тривалість зарядки пристроїв першого і другого покоління — близько 12 годин, третього покоління — близько 3 годин. Роботи-порохотяги, як правило, мають невелику висоту, досить низьку, щоб пройти під ліжком або іншими меблями. Коли робот-порохотяг розуміє, що він застряг, він перестає рухатися і починає подавати звукові сигнали, які допомагають власнику його виявити.

### Керування пристроєм
Робот-порохотяг налаштовується за допомогою LCD-дисплея і кнопок, розташованих на верхній панелі робота. Найчастіше вибирається одна з трьох програм прибирання: звичайна, швидка і «місцева» — на площі до двох квадратних метрів (можуть бути відмінності в залежності від моделі). Сучасні роботи-порохотяги дозволяють виконувати прибирання автоматично, з використанням планувальника завдань. Це може бути корисно для тих людей, які хочуть запланувати прибирання на той час, коли їх немає вдома.
У деяких моделей роботів-порохотягів для налаштування пристрою дистанційно використовується інфрачервоний пульт дистанційного керування, що може бути корисно для людей з обмеженими фізичними можливостями.
Після закінчення прибирання власник повинен звільнити пилозбірник робота-порохотяга.

### Орієнтація в просторі

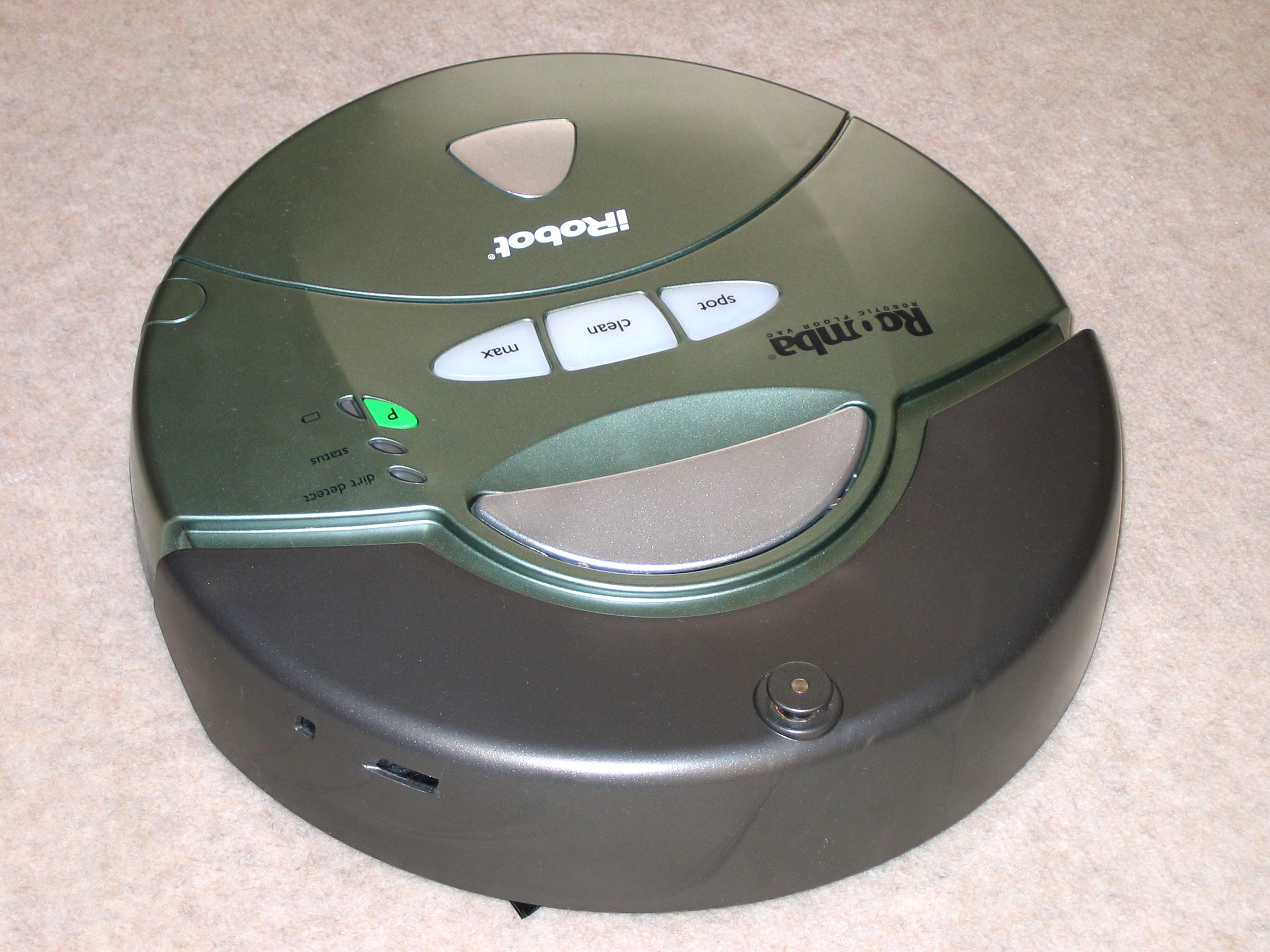
Робот-пилосос iRobot Roomba (2005 року випуску)

Існує чотири способи орієнтації в просторі:
- За допомогою дальнометрів (ультразвукових), як, наприклад у робота-порохотяга Electrolux Trilobite[2].
- За допомогою контактних датчиків — датчик на бампері дозволяє реєструвати удари об стіни, меблі.
- За допомогою «віртуальної стіни», яка дозволяє обмежити простір прибирання, і як правило реалізується за допомогою ІЧ випромінювача в «стіні», і ІЧ приймача на роботі.
- За допомогою інфрачервоних сенсорів в нижній частині пристрою, які не дозволяють пристрою впасти зі сходів, як, наприклад у робота-порохотяга Roomba.

## Можливі аксесуари
- Спеціальна щітка для збору вовни — спеціальна щітка, краще пристосована для збору шерсті домашніх тварин;
- Пульт дистанційного керування — для керування роботом-порохотяга дистанційно;
- Планувальник — можливість запрограмувати роботу робота-порохотяга за розкладом;
- Модуль для зарядки з інфрачервоним маяком — дозволяє роботові-порохотягу автоматично повернутися до зарядного пристрою;
- Віртуальна стіна — особливий датчик для обмеження району прибирання;
- Маячок — використовується для розділення районів послідовного прибирання;
- Збільшене джерело живлення — перезаряджувані батареї, які дозволяють пристрою працювати понад 3 години.

## Історія

Нова модель роботів-пилососів Roomba 700-серії

- У 1956 році був опублікований роман Роберта Хайнлайна «Двері в літо», головний герой якого, за сюжетом, був винахідником роботів для домашнього прибирання.
- У 1958 році вийшла друком книга «Незнайко у Сонячному місті», друга книга трилогії про Незнайку Миколи Носова. В чотирнадцятій главі твору головний герой був змушений прокинутись через пристрій «Кібернетика», який являв собою звичайний робот-порохотяг.

Історія роботів починається у 1997 році, коли на телеканалі BBC телеглядачам був продемонстрований прототип порохотяга-робота, над створенням якого працювала компанія Electrolux.
- У 2002 році був вперше продемонстрований робот-порохотяг Roomba— американської компанії iRobot Corporation, але їх серійне виробництво почалось трішки пізніше. Компанія iRobot Corporation заснована у США в 1990 році і з самого початку її діяльності була сконцентрована на робототехніці і обслуговуванні замовлень військового відомства США і космічної програми NASA.
- У 2002 році концерн Electrolux налагодив виробництво першого в світі серійного робота-порохотяга Electrolux Trilobite.
- У 2004 році компанія Electrolux налагодила виробництво робота-порохотяга 2-го покоління Trilobite 2.0.
- До 2004 року крім компаній Electrolux та iRobot роботи-порохотяги почали виробляти такі компанії як: Kärcher (робот-порохотяг RoboCleaner RC 3000), Applica (робот-порохотяг Zoombot RV500), Samsung (робот-порохотяг VC-RP30W), LG (робот-порохотяг ROBOKING), Siemens (робот-порохотяг Sensor Cruiser), Sharper Image Design (робот-порохотяг eVac).
- У 2005 році — німецький концерн Bosch-Siemens Hausgerate представив порохотяг-робот 2-го покоління Sensor Cruiser.
- Після 2005 року роботи-порохотяги також почали виробляти: Infinuvo, Dyson, Hitachi, Panasonic та інші.
- До 2010 року компанія iRobot стала лідером в сегменті побутових роботів, продавши до цього часу близько 5 мільйонів побутових роботів у США і Західній Європі.
- На український ринок компанія офіційно вийшла в 2009 році з моделями адаптованими і офіційно сертифікованими для європейського ринку.
- У 2010 році компанія Neato Robotics вийшла на ринок роботів-порохотягів із серією Neato XV.
- У 2011 році в широкий продаж надійшла нова вдосконалена серія роботів-порохотягів iRobot Roomba 700-серії.
- У квітні 2011 року компанія LG представила 5-е покоління роботів-порохотягів Hom-Bot[3].